# Charles Ricketts
Charles De Sousy Ricketts (Ginevra, 2 ottobre 1866 – 7 ottobre 1931) è stato un pittore e scrittore svizzero. Nella sua vita è stato un artista versatile, famoso per essere stato anche un tipografo.

## Biografia
Nella sua vita dopo aver incontrato il compagno Charles Shannon (1863-1937), che svolgeva la duplice attività di pittore e tipografo creò un'attività con lui e partirono alla volta dell'Inghilterra.
In seguito, dopo il 1902, si dedicò alle sue antiche passioni: scultura e dipingere. Fra i quadri che troviamo esposti nei musei: "The Death of Don Juan", "The Plague" e "Montezuma". Ricketts divenne anche membro della "Royal Academy" nel 1928.

## Opere

### Pittura
- The Prado and its Masterpieces (1903)
- Titian (1910)
- Pages on Art (1913)
- Beyond the Threshold (1929), [under pseudonym Jean Paul Raymond]
- Oscar Wilde: Recollections (1932), [under pseudonym Jean Paul Raymond]
- Self-Portrait (1939)

### Costumista teatrale

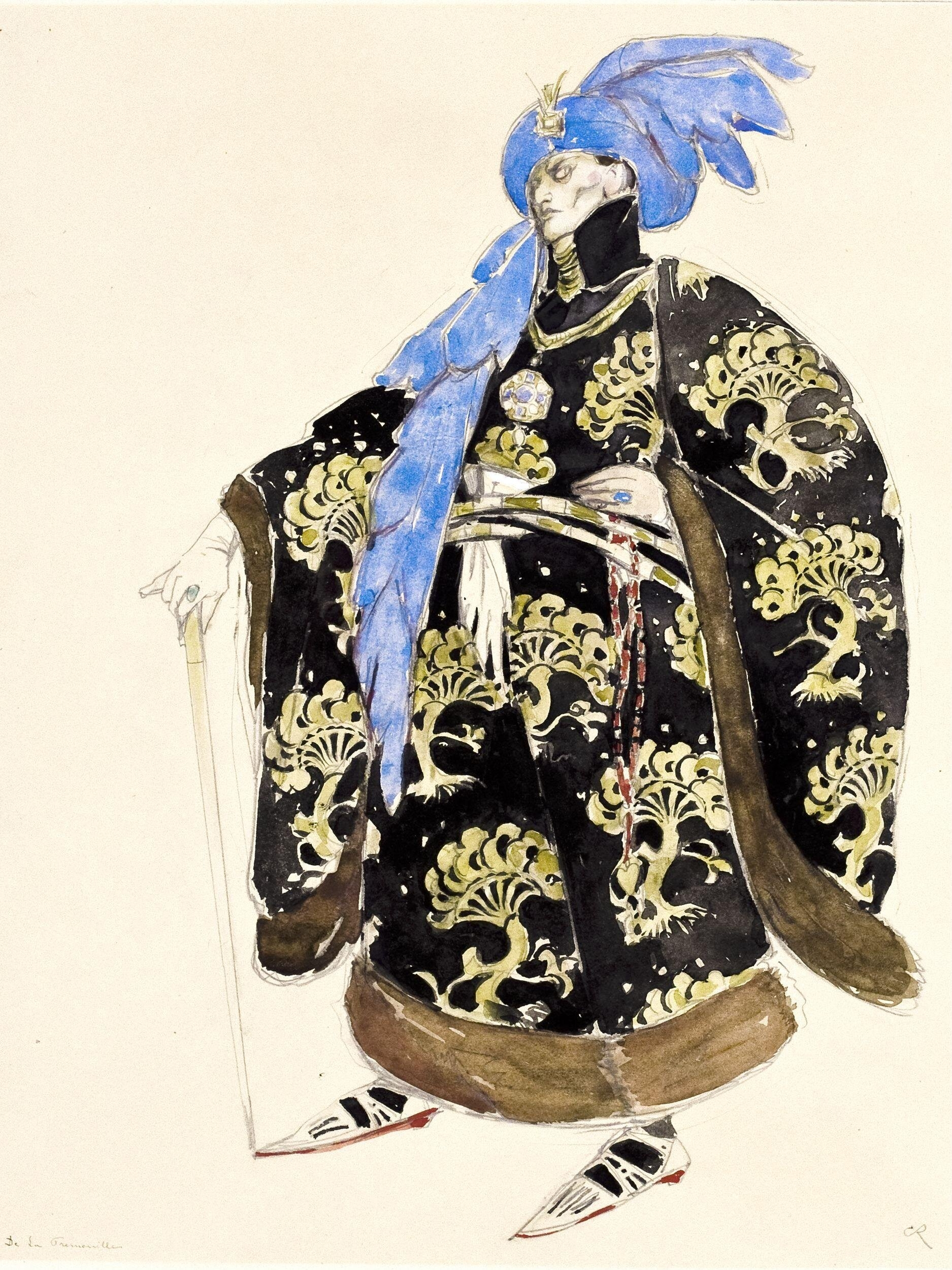
Costume

Come dissero i giornali del tempo Ricketts aveva un'idea infallibile per quanto riguarda i costumi. Fra i suoi lavori:
- 1906 - Salomè, di Oscar Wilde
- 1907 - Attila, di Laurence Binyon
- 1909[2] -  Re Lear, di William Shakespeare
- 1910 - The Dark Lady, di Bernard Shaw
- 1916 - Judith, di Arnold Bennett
- 1926 - Macbeth, di William Shakespeare